# Oxyeleotris fimbriata
Oxyeleotris fimbriata är en fiskart som först beskrevs av Weber, 1907.  Oxyeleotris fimbriata ingår i släktet Oxyeleotris och familjen Eleotridae. Inga underarter finns listade i Catalogue of Life.